# Observatório Astrofísico de Javalambre
Observatório Astrofísico de Javalambre sobre o Pico do Buitre (Arcos das Salinas, Teruel)
O Observatório Astrofísico de Javalambre é uma ICTS (Instalação Científica-Técnica Singular) astronómica espanhola localizada no termo municipal de Arcos de las Salinas (Teruel). As instalações encontram-se no Pico do Buitre (1958 metros de altitude), na Serra de Javalambre.
O observatório está projetado e gerido pelo Centro de Estudos de Física do Cosmos de Aragão (CEFCA), dependente do Departamento da Indústria e Inovação do Governo de Aragão. Unido ao observatório, está atualmente em desenvolvimento Galáctica, um Centro de Difusão e Prática da Astronomia.

## História
O Pico do Buitre é uns dos melhores lugares do mundo para a observação do espaço dada a sua baixa contaminação luminosa. A primeira instalação para este fim começou em 1992, ainda que interrompeu-se por falta de financiamento. Em 2007 retomou-se o projeto, e em 2008 criou-se o Centro de Estudos de Física do Cosmos de Aragón, encarregado de desenvolver o Observatório Astrofísico de Javalambre (OAJ).
O objectivo inicial do OAJ é catrografiar todo o espaço visível para estudar a Energia Escura e a Astrofísica. O observatório participa em dois projetos, J-PLUS e J-PAS. Ademais, o obervatorio cede uma percentagem das suas horas de observação a outros projectos de investigação, como a busca de um possível nono planeta do Sistema Solar.

## Telescópios
O OAJ consta principalmente de dois telescópios profissionais de grande campo de visão (FoV) com qualidade de imagem em todo o campo: o telescópio JST/T250, Javalambre Survey Telescope, um telescópio de grande etendue de 2.55m com um campo de visão 3 graus, e o JAST/T80, Auxiliary Survey Telescope, um telescópio de 80cm com um campo de visão de 2 graus. Ambos telescópios estão equipados com câmaras panorâmicas de última geração com CCDs de grande formato e um conjunto único de filtros ópticos especialmente desenhados para realizar uma cartografiado do Universo em toda a faixa do espetro óptico sem precedentes.
Todos os edifícios do observatório estão ligadas por canais subterrâneos, que permitem a utilização de todas as instalações quando a meteorologia de montanha do Pico do Buitre resulta adversa.

## Centro de Difusão e Prática da Astronomia - Galáctica
Galáctica é um centro turístico de difusão da astronomia em construção unido ao Observatório Astrofísico de Javalambre, situado a 10 quilómetros deste, em Arcos de las Salinas, e também promovido e gerido pelo Centro de Estudos de Física do Cosmos de Aragão.
O orçamento total do projeto, incluído Galáctica, ascende a 34 milhões de euros, financiados num 70% pelo Fundo de Investimentos de Teruel, participado a partes iguais pelo Governo da Espanha e pelo Governo de Aragão. O resto tem sido contribuído por Fundos Feder, e pelo Observatório Nacional do Rio de Janeiro e a Universidade de São Paulo, com interesse especial neste projeto.
Galáctica foi premiado com o prêmio de "Melhor Projecto de Arquitetura em Vidro" 2015, concedido por Saint-Gobain Cristaleria.